# Pryłypcze
Pryłypcze (ukr. Прилипче) – wieś na Ukrainie, w obwodzie czerniowieckim, w rejonie czerniowieckim. W 2001 roku liczyła 744 mieszkańców.